# Sandracottus nauticus
Sandracottus nauticus är en skalbaggsart som beskrevs av Sharp 1882. Sandracottus nauticus ingår i släktet Sandracottus och familjen dykare. Inga underarter finns listade i Catalogue of Life.